# La vendetta dell'uomo chiamato Cavallo
La vendetta dell'uomo chiamato Cavallo (The Return of a Man Called Horse) è un film del 1976 diretto da Irvin Kershner, con protagonista Richard Harris. Il film è il sequel di Un uomo chiamato Cavallo (1970)

## Trama
Il nobile John Morgan è tornato da anni nella sua Inghilterra, ma non riuscendo a dimenticare il suo passato con la tribù, decide allora di tornare a visitarla. Una volta giunto a destinazione scopre l'amara realtà: sono stati sconfitti dai rivali e hanno abbandonato le loro terre. Dopo una lunga ricerca, li trova rifugiati in una nicchia montana: ora non sono più pugnaci, bensì abbattuti, sospettosi e restii persino ad accettare i doni che ha portato loro. Ricomincia allora a darsi da fare per riacquistare la loro fiducia ed infondere loro il coraggio per risollevarsi. Si sottopone nuovamente al rito iniziatico con le liste di legno conficcate (orizzontalmente) nei pettorali e da strappare dal proprio corpo; quindi è pronto a guidarli verso la riscossa.

## Sequel
- Shunka Wakan - Il trionfo di un uomo chiamato Cavallo (Triumphs of a Man Called Horse), regia di John Hough (1983)